# Hebes Mensa
L'Hebes Mensa è una formazione geologica della superficie di Marte.
Prende il nome da Ebe, dea della giovinezza nella mitologia greca.